# باول غوردون
باول غوردون (بالإنجليزية: Paul Gordon)‏ هو كاتب أغاني وموسيقي وملحن وعازف قيثارة أمريكي، ولد في 19 أكتوبر 1963 في نيوبورت في الولايات المتحدة، وتوفي في 18 فبراير 2016 في ناشفيل في الولايات المتحدة بسبب قصور القلب.

## وصلات خارجية
- باول غوردون على موقع IMDb (الإنجليزية)
- باول غوردون على موقع ميوزك برينز (الإنجليزية)
- باول غوردون على موقع ميوزك برينز (الإنجليزية)
- باول غوردون على موقع ميوزك برينز (الإنجليزية)
- باول غوردون على موقع أول ميوزيك (الإنجليزية)
- باول غوردون على موقع ديسكوغز (الإنجليزية)
- باول غوردون على موقع ديسكوغز (الإنجليزية)
- باول غوردون على موقع ديسكوغز (الإنجليزية)
- باول غوردون على موقع ANN person (الإنجليزية)